# 泰瓦拉姆
泰瓦拉姆（Thevaram），是印度泰米尔纳德邦Theni县的一个城镇。总人口14501（2001年）。

## 人口
该地2001年总人口14501人，其中男性7223人，女性7278人；0—6岁人口1446人，其中男772人，女674人；识字率66.31%，其中男性为73.85%，女性为58.83%。